# Wilhelm von Miller

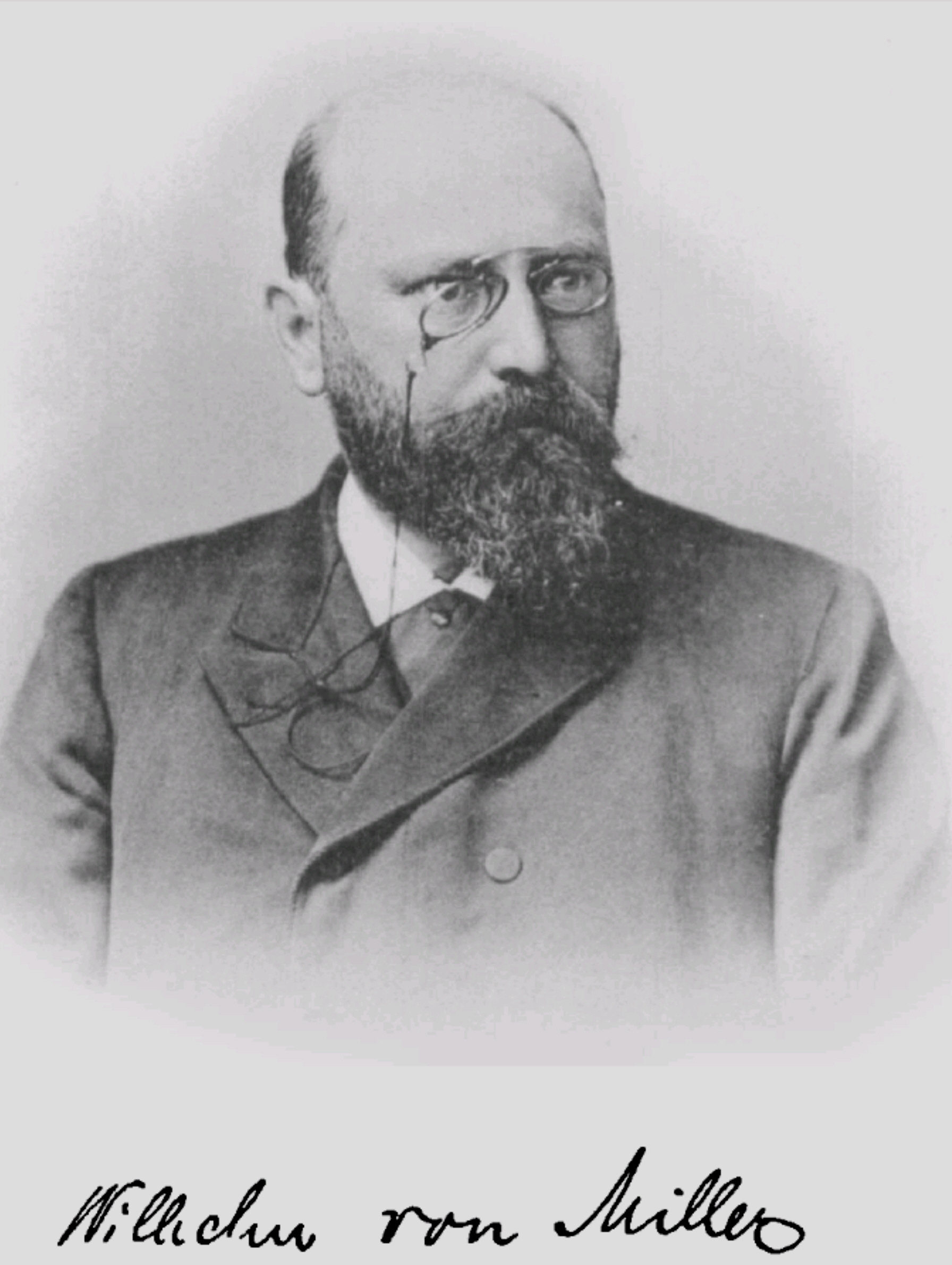
Wilhelm von Miller (ca. 1885)

Wilhelm von Miller (München, 9 december 1848 - München, 1 maart 1899) was een Duits scheikundige. Hij staat bekend als een van de naamgevers van de Doebner-Miller-reactie voor de synthese van chinoline, en hij is tevens de uitvinder van het eerste industrieel geproduceerd organisch insecticide, Antinonnin dat in 1892 op de markt kwam met DNOC als werkzame stof.

## Biografie
Hij was een zoon van de bekende Münchense ijzergieter Ferdinand von Miller. Zijn vader wenste dat hij jurist zou worden, en Wilhelm schreef zich aanvankelijk ook in als rechtenstudent. Maar de lezingen van Justus von Liebig, die hij in München bijwoonde, wekten zijn interesse in de chemie. Hij begon dan ook in 1871 chemie te studeren bij Emil Erlenmeyer aan de Kgl. Technische Hochschule in München. Omdat men in Duitsland toen nog niet kon promoveren aan een technische hogeschool, schreef hij zich ook tijdelijk in aan de Ludwig Maximilians-Universiteit van München. Nadat hij daar een doctortitel verkregen had ging hij terug naar de technische hogeschool. Daar werd hij in 1874 assistent van Erlenmeyer en het volgende jaar docent.
In 1879/80 ging hij in Berlijn werken bij de bekende chemicus August Wilhelm von Hofmann, die veel onderzoek deed over de chemie van organische kleurstoffen. Hij onderzocht er onder meer de nitrering van cresol. Dinitrocresol was sinds het einde van de jaren 1860 een kleurstof voor textiel, zij het geen erg goede; het was een mengsel van isomeren en naargelang de samenstelling had het een gele dan wel oranje kleur. Met Hofmanns assistent Oskar Doebner ontdekte hij de naar hen genoemde reactie voor de synthese van chinoline, een variant van de kort daarvoor gepubliceerde Skraup-chinolinesynthese.
In 1883 volgde von Miller Erlenmeyer op aan de technische hogeschool van München. Hij bekleedde er de leerstoel voor algemene chemie. In 1884 huwde hij een dochter van de rijke Münchense brouwer Gabriel Sedlmayr, de eigenaar van de Spatenbrauerei. Dankzij haar vermogen kon von Miller in 1887 aan de hogeschool zelf een elektrochemisch laboratorium bekostigen. Het werd ontworpen door zijn broer Oskar, een elektro-ingenieur en later stichter van het Deutsches Museum.
In 1891/92 zocht Wilhelm von Miller samen met de bioloog Carl Otto Harz naar een oplossing voor de rupsenplaag die de Beierse naaldwouden teisterde. Ze testten eerst biologische en toen die niet werkten, chemische bestrijdingsmiddelen, in het bijzonder verbindingen met een sterke stank zoals mercaptanen of die desinfecterend werkten, waaronder fenol- en cresolderivaten. Het kaliumzout van 4,6-dinitro-o-cresol, waarmee von Miller reeds in Berlijn had gewerkt, bleek een effectief middel te zijn. Reeds in grote verdunning was het dodelijk voor de insecten; de giftigheid voor de mens werd daarbij als verwaarloosbaar beschouwd. Von Miller en Harz sloten een overeenkomst met de chemische fabriek Farbenfabriken vorm. Friedr. Bayer & Co. in Elberfeld voor de productie van de stof. Antinonnin, zoals het product werd genoemd, was daarmee het eerste industrieel vervaardigde organische insecticide; tot dan toe gebruikte men voornamelijk anorganische stoffen of natuurlijke plantenstoffen. De eerste pogingen om het middel in de praktijk te gebruiken waren echter niet succesvol omdat men nog niet over de gepaste toedieningswijze beschikte.
Wilhelm von Miller stierf in 1899, kort na zijn vijftigste verjaardag, aan de complicaties van een darmoperatie.